# Federazione di baseball e softball della Finlandia
La Federazione finlandese di baseball softball (fin. Suomen Baseball- ja Softball-Liitto) è un'organizzazione fondata nel 1981 per governare la pratica del baseball e del softball in Finlandia.
Organizza il campionato maschile e di softball femminile, e pone sotto la propria egida la nazionale maschile e di softball femminile.